# Грунтови води
Грунтовите води или подпочвени води са вид подземни води, които са разположени над най-горния водонепропусклив почвен слой.

## Произход и формиране на подпочвените води
Подпочвените води се образуват при просмукването в почвите на води при валежи, снеготопене, речни води и кондензация на намиращите се в земните пластове водни пари. Те обикновено се срещат в пясъците и чакълите на стари речни и морски тераси. В по-големи количества се събират в ниските заливни тераси на реките.

## Ниво на подпочвените води
Щом подпочвените води достигнат водонепропусклив пласт, те започват да се събират над него. Образува се водоносен слой (водоносен хоризонт). обикновено долната част на водоностия хоризонт следва повърхнината на водонепропускливия слой. Горната част на подпочвената вода във водоносния хоризонт е плоска, но не винаги водоравна. Тя се нарича ниво на подпочвените (грунтовите) води. Водоравният характер на нивото на подпочвените води се нарушава, те преминават през различни земни пластове. Особено силно и типично е това нарушение в места, където има пясъчни дюни. Под тях нивото на подпочвените води ще бъде изпъкнало. Причината е тази, че там където пясъчната маса е най-голяма, се получава по-голяма вплътняване и се създават добри условия за капилярност. Това от своя страна дава възможност на подпочвените води да се изкачат по-високо. Нивото на подпочвените води близо до по-голям воден басейн или река се повишава или понижава в зависимост от повишаването или спадането на водите в тях. В зависимост от геоложкото устройство на района лежат на дълбочина от няколко до няколкостотин метра. Подхранването им зависи от релефа, растителната покривка и свойствата на повърхностно лежащите скали да пропускат вода.

## Движение на подпочвените води
обикновено подпочвените води се движат по наклона на водонепропускливия пласт. Когато той е вдлъбнат на някое масто, подпочвените води се събират там в по-голямо количество, като образуват своеобразен басейн на подпочвени води. Най-често водонепропускливите пластове са наклонени. Подпочвените води се стичат по тях и образуват подземни „потоци“. обикновено най-ниско е нивото на подпочвените води в най-долния край на склона. Освен посоката и наклона, по който се оттичат подпочвените води те имат и определена скорост. Тяхната скорост зависи от наклона на водонепропускливия пласт и от състава на водоносния слой. В дребен пясък тази скорост е около 1 m в денонощие, в по-едър пясък – от 2 до 5 m в денонощие, а в скалисти места с цепнатини или подземни ходове тази скорост може да достигне до няколко километра в денонощие. Подпочвената вода се движи по-бавно в глинест слой – до 0,2 m годишно. Поради това глината може да се счита за водонепропусклива. освен свободни подпочвени води има и междупластови или напорни води. Водоносният слой при тях е покрит и от горната страна с водонепропусклив слой и от натрупването на нови води се получава известно хидростатично налягане. Към тези води спадат артезианските води.

## Влияние на подпочвените води върху релефа
В някои участъци на земната повърхност подпочвени води оказват силно влияние върху релефа. Те са главната причина за свлачищните процеси. Когато водоносните пластове са наклонени към дадена река или море, подпочвените води се стичат по наклона. Когато глинестите пластове образуват тази наклонена и хлъзгава подложка, при обилни подпочвени води или при продължителни валежи, лежащите отгоре пластове се откъсват и започват да се спускат по гладката и влажна повърхност на глината. При особено благоприятни условия (обилна подпочвена вода) земни пластове се свличат и при незначителен наклон. Това явление е много характерно за черноморското ни крайбрежие северно от Варна.
Особено интересно се проявяват подпочвените води в районите с вечнозамръзнала почва. Там водоносният хоризонт обикновено е разположен над замръзналия и водонепропусклив слой. По този начин плитко разположените подпочвени води причиняват просторни заблятявания както през пролетта, така и след всеки дъжд през топлото полугодие. Тъй като само незначителна част от дъждовната вода се попива от почвата, през лятото след всеки дъжд реките бързо прииждат поради водонепропускливия вечнозамръзнал слой. През зимата, когато повърхният почвен слой също замръзне, подпочвените води остават затворени между два водонепропускливи слоя. Тогава се създава високо хидростатично налягане и на места в горния замръзнал слой се появяват пукнатини, през които част от подпочвената вода започва да се изтича на повърхността. Благодарение на ниските температури изтичащата вода веднага замръзва, като образува нальоди (ледени натрупвания), дебели понякога до няколко метра. Когато подпочвените води не могат да „избият“ навън поради непрекъснато растящото налягане върху водонепропускливия слой, започват да се образуват особени гърбици, които причиняват силни повреди на постройки, мостове, пътища и др.

## Грунтови води в България
За България площта на заливните тераси възлиза на 5700 кв. км, а общият обем на грунтовите води е 10,2 млрд. куб. м. Грунтовите води се образуват също в наносните конуси и в надзаливните тераси. Най-много грунтови води има в заливните тераси на р. Марица, в крайдунавските низини, в терасите на реките Тунджа и Искър. Те са с температура 10 – 12 градуса и са слабо минерализирани.